# 나카구 (하마마쓰시)
나카구(일본어: 中区)는 2023년 12월 1일까지 존재했던 하마마쓰시의 행정구의 하나이다. 하마마쓰시 중심부와 하기오카·하나카와 지구 등을 구역으로 구성되어 있었으나 2024년 1월 1일에 구의 통합·재편이 이루어져 전역이 주오구로 이행되었다
하마마쓰역 주변 등의 중심부는 관청이나 기업의 빌딩 등이 나란히 서있고 도미즈카·우에시마·히로사와·스미요시 등의 교외는 주택가로서 크고 작은 주택들이 밀집하고 있다.

## 역사
- 2007년 4월 1일 - 하마마쓰 시의 정령 지정 도시 이행과 함께 나카구가 성립하였다.

## 교통

### 철도
- 도카이 여객철도
  - 도카이도 신칸센
  - 도카이도 본선

- 엔슈 철도
  - 철도선

### 도로
- 도메이 고속도로
- 국도 152호선
- 국도 257호선